# Даргаз
Дарґяз (пер. درگز) — місто в Ірані, у провінції Хорасан-Резаві.
Місто Дарґяз розташоване на відстані 1150 кілометрів від Тегерану та 255 кілометрів від центру провінції Хорасан. З півночі пов'язаний Туркменістаном. Розкопки на цій гірській місцевості виявили артефакти, що сягають часів парфянського та сасанідського періодів та доісторичних часів. Численні кургани та інші старовинні пам'ятки також дали багато свідчень про багату історичну та культурну спадщину. Протягом своєї історії місто було відоме під різними іменами: Дара, Дараг'ярд, Паварт, у доісламській Персії Бавард.
За період до появи Сефевідів (близько 1501—1722 рр.) Історичне місто Абівард було одним із освітніх центрів ісламської та арабської науки в Східному Ірані. Народжений Ахмад аль-Абіварді (помер у 1114 р.), Був одним із відомих поетів та літераторів, який пізніше у своєму житті поселився на деякий час у Багдаді, але через його шиїтські схильності переселився до Аббасиди. Потім він брав участь у суді сальджукського султана Мухаммеда і був призначений на посаду головного бухгалтера суду.
Більшість населення міста є нащадками азербайджанців, які переїхали сюди рятуючись від радянської окупації теперішньої Азербайджанської Республіки. Перси становлять значну меншість у місті.